# Lorraine Hansberry
Lorraine Vivian Hansberry, född 19 maj 1930, död 12 januari 1965, var en afroamerikansk dramatiker och författare.
Hon var den första afroamerikanska kvinnan som fick en pjäs uppsatt på Broadway. Hennes mest kända pjäs, A Raisin in the Sun, berättar om några afroamerikaners liv i segregationens Chicago. Pjäsens titel är tagen från dikten "Harlem" av Langston Hughes: "What happens to a dream deferred? Does it dry up like a raisin in the sun?"
Vid 29 års ålder tilldelades hon New York Drama Critics' Circle Award. Hon blev därmed den yngsta, den första afroamerikanska, och den femte kvinnliga dramatiker som erhöll denna utmärkelse.
Efter att ha flyttat till New York anställdes Hansberry vid den panafrikanska tidningen Freedom, där hon mötte intellektuella som Paul Robeson och W. E. B. Du Bois. Mycket av hennes arbete vid den här tiden handlade om de afrikanska staternas frigörelse från kolonialmakterna. Hon dog av cancer vid 34 års ålder.

## Biografi
Lorraine Hansberry var yngst av familjens fyra syskon. Fadern Carl Augustus Hansberry var en framgångsrik fastighetsmäklare och modern Nannie Louise, född Perry, var körskolelärare samt engagerad i lokalpolitiken. 1938 köpte fadern ett hus i Washington Park, en del av Chicagos South Side, vilket inte uppskattades av den företrädesvis vita lokalbefolkningen. Grannarnas försök att få familjen att flytta kulminerade omsider i USA: högsta domstols dom rörande Hansberry v. Lee.
Carl Hansberry stödde Urban League och NAACP i Chicago. Båda makarna Hansberry var politiskt aktiva republikaner. Carl Hansberry dog 1946 när Lorraine var 15 år. "American racism helped kill him (svenska: Den amerikanska rasismen bidrog till hans död)," sade hon senare.
Hansberry tog examen vid Betsy Ross Elementary 1944 och vid Englewood High School 1948.  Hon skrev sedan in sig vid University of Wisconsin–Madison, där hon omedelbart blev politiskt aktiv. Hansberrys kurskamrat Bob Teague kom ihåg henne som "the only girl I knew who could whip together a fresh picket sign with her own hands, at a moment's notice, for any cause or occasion (svenska: den enda flicka jag kände som kunde svänga ihop en demonstrationsskylt med sina egna händer, på ett ögonblick, och för vilken sak eller händelse som helst.)".

### Författare och dramatiker
1950 lämnade hon Madison för att påbörja sin karriär som författare i New York. Hon flyttade till Harlem 1951 och deltog i demonstrationer och annan politisk aktivism.
1951 blev hon en del av redaktionen på tidningen Freedom. Där arbetade hon med W. E. B. Du Bois och andra panafrikanister. På tidningen arbetade hon som prenumerationsansvarig, receptionist, maskinskriverska och redaktörsassistent förutom att hon skrev artiklar och ledarkrönikor.
Hon var inte endast aktiv inom den amerikanska medborgarrättsrörelsen, utan deltog också i protester mot global kolonialism och imperialism. Hansberry skrev bland annat sympatiserande om Mau-Mau-rörelsen i Kenya och kritiserade mainstream-pressen för dess rapportering.
I och med premiären den 11 mars 1959 blev A Raisin in the Sun den första pjäs skriven av en afroamerikansk kvinna att spelas på Broadway. Under de följande två åren översattes den till över 35 olika språk, och sattes upp runt om i världen.
Hansberry skrev två filmmanus som byggde på pjäsen, men bägge refuserades av Columbia Pictures eftersom de ansågs vara alltför kontroversiella. 1960 fick hon i uppdrag av NBC att göra ett TV-program om slaveriet. Hon skrev då The Drinking Gourd. Denna text kallades "superb" men refuserades också.
1963 deltog Hansberry i ett möte med justitieministern Robert F. Kennedy, arrangerat av James Baldwin.
Många av hennes texter – essäer, artiklar och annat – publicerades under hennes livstid. Men den enda ytterligare pjäs som sattes upp var The Sign in Sidney Brustein's Window. Den spelades på 101 gånger på Broadway och den sista föreställningen gavs samma kväll som Lorraine Hansberry avled.

### Familj och död
20 juni 1953 gifte hon sig med Robert Nemiroff, en judisk publicist, låtskrivare och politisk aktivist. Hansberry och Nemiroff flyttade till Greenwich Village. Framgången med sången "Cindy, Oh Cindy", som Nemiroff medförfattat, möjliggjorde för Hansberry att kunna skriva på heltid. 10 mars 1964 skilde sig Hansberry och Nemiroff men fortsatte att arbeta tillsammans.
Många menar att Hansberry var homosexuell, vilket i så fall skulle få stöd av hennes egna anteckningar och av privata brev. Hon kämpade för homosexuellas rättigheter och skrev om feminism och om homofobi. Hon var medlem i Daughters of Bilitis och skrev ett par artiklar för deras tidning The Ladder.
1999 valdes Hansberry postumt in i Chicago Gay and Lesbian Hall of Fame.
Hansberry, som var rökare, fick 1963 diagnosen cancer i bukspottkörteln. Hon genomgick två operationer, men ingen lyckades med att ta bort tumörerna. Hon avled 1965 vid 34 års ålder.
Hansberrys begravning hölls i Harlem den 15 januari 1965. Hon är gravsatt på Asbury United Methodist Church Cemetery i Croton-on-Hudson, New York.

## Postuma arbeten
Hansberrys exmake Robert Nemiroff tog sig an flera av Hansberrys oavslutade texter. Genom mindre bearbetningar färdigställde han pjäsen Les Blancs - en pjäs som Julius Lester kallade för hennes bästa verk. I pjäsen To Be Young, Gifted and Black inkorporerade Nemiroff flera av hennes texter, och resultatet blev den längst spelade Off Broadway-pjäsen under säsongen 1968–69. Pjäsen publicerades i tryckt form året därpå med titeln: To Be Young, Gifted and Black: Lorraine Hansberry in Her Own Words. I hennes kvarlåtenskap fanns en oavslutad roman och flera andra pjäser, bland andra: The Drinking Gourd och What Use Are Flowers?

## Verk
- A Raisin in the Sun (1959)
- En fläck i solen, filmmanus (1961)
- "On Summer" (essay) (1960)
- The Drinking Gourd (1960)
- What Use Are Flowers? (skriven ca. 1962)
- The Arrival of Mr. Todog – parodi på I väntan på Godot
- The Movement: Documentary of a Struggle for Equality (1964)
- The Sign in Sidney Brustein's Window (1965)
- To Be Young, Gifted and Black: Lorraine Hansberry in Her Own Words (1969)
- Les Blancs: The Collected Last Plays / by Lorraine Hansberry. Edited by Robert Nemiroff (1994)
- Toussaint.